# Wilson Carneiro

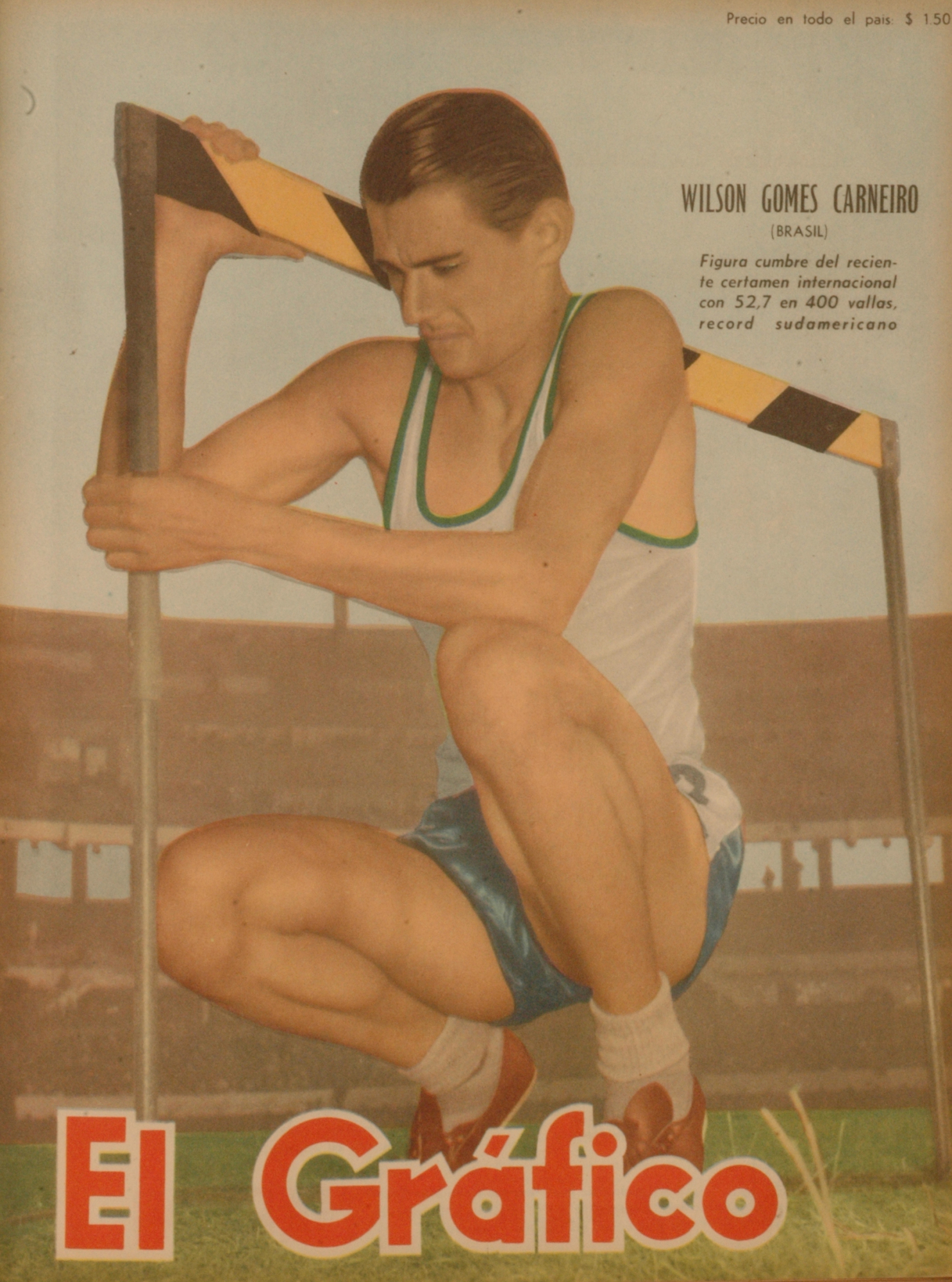
Wilson Carneiro

Wilson Gomes Carneiro (* 3. Juli 1930 in Rio de Janeiro) ist ein ehemaliger brasilianischer Hürdenläufer.
Bei den Leichtathletik-Südamerikameisterschaften 1949 in Lima gewann er Bronze über 110 m Hürden. 1951 holte er bei den Panamerikanischen Spielen in Buenos Aires Silber über 400 m Hürden und wurde Fünfter über 110 m Hürden.
1952 siegte er bei den Leichtathletik-Südamerikameisterschaften in Buenos Aires über 400 m Hürden und gewann Bronze über 110 m Hürden. Bei den Olympischen Spielen in Helsinki erreichte er über 400 m Hürden das Viertelfinale.
Bei den Leichtathletik-Südamerikameisterschaften 1954 in São Paulo siegte er über 110 m Hürden und holte Silber über 400 m Hürden. Im Jahr darauf errang er bei den Panamerikanischen Spielen 1955 in Mexiko-Stadt Bronze über 400 m Hürden und wurde Sechster über 110 m Hürden.
1958 siegte er bei den Leichtathletik-Südamerikameisterschaften in Montevideo über 110 m Hürden. In derselben Disziplin wurde er bei den Panamerikanischen Spielen 1959 in Chicago erneut Sechster.

## Persönliche Bestzeiten
- 110 m Hürden: 14,3 s, 10. März 1954, Mexiko-Stadt
- 400 m Hürden: 51,9 s, 25. April 1953, Santiago de Chile